# 프리미어리그 2008-09
프리미어리그 2008-09는 프리미어리그의 17번째 시즌이다. 전 시즌 우승 팀은 맨체스터 유나이티드 FC로 지난 2007-08시즌에 팀의 17번째 우승을 하였다. 6월 19일에 발표된 일정에 따르면 2008년 8월 16일에 시작하여 2009년 5월 24일에 끝나게 된다. 20개 팀이 리그에 참가하게 되는데, 17개 팀은 지난 시즌에 참여했던 팀이고, 나머지 세 팀은 풋볼 리그 챔피언십에서 승격한 팀이다. 이번 시즌부터, 각 클럽은 교체 선수의 수가 이전의 5명에서 7명으로 늘어나게 된다.
프리미어리그 2008-09 우승은 맨체스터 유나이티드이며 통산 18번째 우승 (프리미어리그 개편 후 11회 우승)을 기록했으며, 2회 연속으로 3연패를 기록한 클럽이 되었다.

## 승격 및 강등

### 승격
2008-09시즌에 프리미어리그에서 활동하는 팀
- 우승 팀 : 웨스트 브로미치 앨비언 FC
- 준우승 : 스토크 시티 FC
- 플레이오프 우승 팀 : 헐 시티 AFC

### 강등
2009-10시즌에 풋볼 리그 챔피언십에서 활동하는 팀
- 뉴캐슬 유나이티드 FC
- 미들즈브러 FC
- 웨스트브로미치 앨비언 FC

## 리그 순위
| 순위 | 팀                     | 경기 | 승 | 무 | 패 | 득 | 실 | 차  | 승점 | 참가 자격 및 강등              |
| ---- | ---------------------- | ---- | -- | -- | -- | -- | -- | --- | ---- | ------------------------------ |
| 1    | 맨체스터 유나이티드    | 38   | 28 | 6  | 4  | 68 | 24 | +44 | 90   | UEFA 챔피언스리그 조별 리그    |
| 2    | 리버풀                 | 38   | 25 | 11 | 2  | 77 | 27 | +50 | 86   | UEFA 챔피언스리그 조별 리그    |
| 3    | 첼시                   | 38   | 25 | 8  | 5  | 68 | 24 | +44 | 83   | UEFA 챔피언스리그 조별 리그    |
| 4    | 아스널                 | 38   | 20 | 12 | 6  | 68 | 37 | +31 | 72   | UEFA 챔피언스리그 플레이오프전 |
| 5    | 에버턴                 | 38   | 17 | 12 | 9  | 55 | 37 | +18 | 63   | UEFA 유로파리그 플레이오프전   |
| 6    | 애스턴 빌라            | 38   | 17 | 11 | 10 | 54 | 48 | +6  | 62   | UEFA 유로파리그 플레이오프전   |
| 7    | 풀럼                   | 38   | 14 | 11 | 13 | 39 | 34 | +5  | 53   | UEFA 유로파리그 3차 예선전     |
| 8    | 토트넘 홋스퍼          | 38   | 14 | 9  | 15 | 45 | 45 | 0   | 51   |                                |
| 9    | 웨스트 햄 유나이티드   | 38   | 14 | 9  | 15 | 42 | 45 | -3  | 51   |                                |
| 10   | 맨체스터 시티          | 38   | 15 | 5  | 18 | 58 | 50 | +8  | 50   |                                |
| 11   | 위건 애슬레틱          | 38   | 12 | 9  | 17 | 34 | 45 | -11 | 45   |                                |
| 12   | 스토크 시티            | 38   | 12 | 9  | 17 | 38 | 55 | -17 | 45   |                                |
| 13   | 볼턴 원더러스          | 38   | 11 | 8  | 19 | 41 | 53 | -12 | 41   |                                |
| 14   | 포츠머스               | 38   | 10 | 11 | 17 | 38 | 57 | -19 | 41   |                                |
| 15   | 블랙번 로버스          | 38   | 10 | 11 | 17 | 40 | 60 | -20 | 41   |                                |
| 16   | 선덜랜드               | 38   | 9  | 9  | 20 | 34 | 54 | -20 | 36   |                                |
| 17   | 헐 시티                | 38   | 8  | 11 | 19 | 39 | 64 | -25 | 35   |                                |
| 18   | 뉴캐슬 유나이티드      | 38   | 7  | 13 | 18 | 40 | 59 | -19 | 34   | 풋볼 리그 챔피언십으로 강등    |
| 19   | 미들즈브러             | 38   | 7  | 11 | 20 | 28 | 57 | -29 | 32   | 풋볼 리그 챔피언십으로 강등    |
| 20   | 웨스트 브로미치 앨비언 | 38   | 8  | 8  | 22 | 36 | 67 | -31 | 32   | 풋볼 리그 챔피언십으로 강등    |

- 최종 업데이트 : 2009년 5월 19일
- 유럽 클럽 대항전 진출여부
  1. 만약 FA컵 결승 진출팀 또는 리그컵 우승 팀이 5위 이상일 경우, 6위가 UEFA 유로파리그 4차 예선전에 진출가능함.
  2. 만약 FA컵 결승 진출팀과 리그컵 우승 팀 모두 6위 이상일 경우, 7위가 UEFA 유로파리그 3차 예선전에 진출가능함.
  3. UEFA 유로파리그에 나갈 수 있는 또 다른 방법은 UEFA 페어 플레이 랭킹이다. 만약 프리미어리그가 페어플레이 랭킹에서 가장 높은 점수를 받게 되면, 유로파리그에 진출하지 않은 팀 가운데 가장 높은 페어플레이 점수를 받은 팀이 UEFA 유로파리그 1차 예선전에 진출한다. 만약 프리미어리그와 다른 리그들이 동률을 기록하게 되면, 무작위로 두 리그를 선정하여, 각 리그의 유로파리그에 진출하지 않은 팀 가운데 가장 높은 페어플레이 점수를 받은 팀이 UEFA 유로파리그 1차 예선전에 진출한다.

## 시즌 통계

### 득점
- 시즌 첫 골 : 아스널의 사미르 나스리(4분) (vs 웨스트 브롬위치 앨비언, 2008년 8월 16일)
- 가장 빠른 골 : 31초- 애스턴 빌라의 스티브 시드웰 (vs 에버턴, 2008년 12월 7일)
- 가장 늦은 골 : 90+4분 56초- 웨스트 햄 유나이티드의 칼튼 콜 (vs 블랙번 로버스, 2008년 8월 30일)
- 최다 골 차이 경기 : 6골- 맨체스터 시티 6-0 포츠머스 (2008년 9월 21일)
- 최다 점수차 홈 경기 : 6골- 맨체스터 시티 6-0 포츠머스
- 최다 점수차 원정경기 : 5골 헐 시티 0-5 위건 애슬레틱, 미들즈브러 0-5 첼시, 웨스트 브롬위치 앨비언 0-5 맨체스터 유나이티드
- 한 경기 최다 골 경기 : 8골
  - 아스널 4 - 4 토트넘 홋스퍼 (2008년 10월 29일)
  - 리버풀 4 - 4 아스널 (2009년 4월 21일)
- 45분 최다 골 경기 : 7골- 리버풀 4 - 4 아스널 (2009년 4월 21일)
- 시즌 첫 자책골 : 미들즈브러의 로베르트 후트(90+2분) (vs 토트넘 홋스퍼, 2008년 8월 16일)
- 시즌 첫 해트트릭 : 애스턴 빌라의 가브리엘 아그본라호르 (vs 맨체스터 시티, 2008년 8월 17일)
- 가장 빠른 해트트릭 : 7분 37초- 애스턴 빌라의 가브리엘 아그본라호르 (vs 맨체스터 시티, 2008년 8월 17일)

### 징계
- 시즌 첫 경고 : 헐 시티의 샘 리케츠(29분) (vs 풀럼, 2008년 8월 16일)
- 시즌 첫 퇴장 : 웨스트 햄 유나이티드의 마크 노블(38분) (vs 맨체스터 시티, 2008년 8월 24일)
- 한 경기 최다 경고 : 8
  - 첼시 1 - 1 맨체스터 유나이티드 첼시 1(존 오비 미켈), 맨유 7(폴 스콜스, 리오 퍼디낸드, 게리 네빌, 디미터르 베르바토프, 웨인 루니, 파트리스 에브라, 크리스티아누 호날두) (2008년 9월 21일)
  - 선덜랜드 1 - 1 아스널 선덜랜드 3(딘 화이트헤드, 키어런 리처드슨, 드와이트 요크), 아스널 5(가엘 클리시, 콜로 투레, 알렉상드르 송, 니클라스 벤트네르, 에마뉘엘 아데바요르) (2008년 10월 4일)
  - 애스턴 빌라 2 - 2 아스널 애스턴 빌라 4(가브리엘 아그본라호르, 나이젤 레오-코커, 스틸리얀 페트로프, 개러스 배리), 아스널 4(알렉상드르 송, 콜로 투레, 아부 디아비, 로빈 판 페르시) (2008년 12월 26일)
  - 맨체스터 유나이티드 3 - 0 첼시 맨유 3(크리스티아누 호날두, 웨인 루니, 박지성), 첼시 5(프랭크 램퍼드, 조제 보싱와, 히카르두 카르발류, 존 테리, 줄리아누 벨레치) (2009년 1월 11일)
- 한 경기 최다 퇴장 : 3- 맨체스터 시티 1 - 2 토트넘 홋스퍼 맨시티 2(리처드 던, 헬슨 페르난데스), 토트넘 1(베누아 아수-에코토) (2008년 11월 9일)
- 가장 늦은 경고 : 90+8분 28초- 토트넘 홋스퍼의 마이클 도슨 (퇴장) (vs 스토크 시티, 2008년 10월 19일)

### 기타
- 최장 추가시간 : 11분 2초- 스토크 시티 vs 토트넘 홋스퍼 (2008년 10월 19일)
- 최다 관중 : 맨체스터 유나이티드 1-4 리버풀 75,569 (2009년 3월 14일)

### 프리미어리그 2008-09 대기록
- 맨체스터 유나이티드의 골키퍼 에드윈 판 데르 사르는 23라운드 웨스트 브로미치 앨비언과의 원정 경기에서 프리미어리그 11경기 연속 무실점 신기록을 세웠다. 그는 1,031분 연속 무실점으로 최장 시간 무실점 기록 보유자가 됐다. 지난 2004-05 시즌에 첼시가 기록했던 종전 기록(10경기 연속 무실점, 페트르 체흐의 1,025분 연속 무실점)을 갈아치우며 최고의 골키퍼임을 증명하였다. 2008년 11월 8일 아스널과의 원정 경기에서 사미르 나스리에게 골을 허용한 이후로 2009년 3월 5일 뉴캐슬 유나이티드과의 경기에서 페테르 뢰벵크란츠에게 선제골을 내주기까지 판 데르 사르가 세운 프리미어리그 무실점 기록은 1,311분이다.
- 포츠머스의 데이비드 제임스 골키퍼가 2009년 2월 14일 맨체스터 시티와의 경기에서 프리미어리그 536경기 출전 기록을 세웠다. 이전 기록자는 535경기의 전 볼턴 원더러스 선수인 게리 스피드이다.

## 득점 순위
최종 업데이트 : 2009년 5월 27일
| 순위 | 선수명              | 소속팀              | 골 |
| ---- | ------------------- | ------------------- | -- |
| 1    | 니콜라 아넬카       | 첼시                | 19 |
| 2    | 크리스티아누 호날두 | 맨체스터 유나이티드 | 18 |
| 3    | 스티븐 제라드       | 리버풀              | 16 |
| 4    | 호비뉴              | 맨체스터 시티       | 14 |
| 4    | 페르난도 토레스     | 리버풀              | 14 |
| 6    | 대런 벤트           | 토트넘 홋스퍼       | 12 |
| 6    | 케빈 데이비스       | 볼턴 원더러스       | 12 |
| 6    | 디르크 카위트       | 리버풀              | 12 |
| 6    | 프랭크 램퍼드       | 첼시                | 12 |
| 6    | 웨인 루니           | 맨체스터 유나이티드 | 12 |

## 이 달의 감독 및 선수
| 월   | 이 달의 감독        | 이 달의 감독        | 이 달의 선수      | 이 달의 선수        |
| 월   | 감독                | 클럽                | 선수              | 클럽                |
| ---- | ------------------- | ------------------- | ----------------- | ------------------- |
| 8월  | 가레스 사우스게이트 | 미들즈브러          | 데쿠              | 첼시                |
| 9월  | 필 브라운           | 헐 시티             | 애슐리 영         | 애스턴 빌라         |
| 10월 | 라파엘 베니테스     | 리버풀              | 프랭크 램퍼드     | 첼시                |
| 11월 | 게리 맥슨           | 볼턴 원더러스       | 니콜라 아넬카     | 첼시                |
| 12월 | 마틴 오닐           | 애스턴 빌라         | 애슐리 영         | 애스턴 빌라         |
| 1월  | 알렉스 퍼거슨       | 맨체스터 유나이티드 | 네마냐 비디치     | 맨체스터 유나이티드 |
| 2월  | 데이비드 모예스     | 에버턴              | 필 자기엘카       | 에버턴              |
| 3월  | 라파엘 베니테스     | 리버풀              | 스티븐 제라드     | 리버풀              |
| 4월  | 알렉스 퍼거슨       | 맨체스터 유나이티드 | 안드레이 아르샤빈 | 아스널              |

## 경기장
| 클럽                   | 경기장                    | 수용인원 |
| ---------------------- | ------------------------- | -------- |
| 맨체스터 유나이티드    | 올드 트래퍼드             | 76,212   |
| 아스널                 | 에미레이츠 경기장         | 60,355   |
| 뉴캐슬 유나이티드      | 세인트 제임스 파크        | 52,387   |
| 선덜랜드               | 스타디움 오브 라이트      | 48,707   |
| 맨체스터 시티          | 시티 오브 맨체스터 경기장 | 47,726   |
| 리버풀                 | 앤필드                    | 45,522   |
| 애스턴 빌라            | 빌라 파크                 | 42,640   |
| 첼시                   | 스탬퍼드 브리지           | 42,055   |
| 에버턴                 | 구디슨 파크               | 40,569   |
| 토트넘 홋스퍼          | 화이트 하트 레인          | 36,240   |
| 웨스트 햄 유나이티드   | 업튼 파크                 | 35,303   |
| 미들즈브러             | 리버사이드 경기장         | 35,049   |
| 블랙번 로버스          | 이우드 파크               | 31,367   |
| 풀럼                   | 크레이븐 코티지           | 30,500   |
| 볼턴 원더러스          | 리복 경기장               | 28,723   |
| 스토크 시티            | 브리타니아 경기장         | 28,383   |
| 웨스트 브로미치 앨비언 | 더 호손스                 | 28,003   |
| 헐 시티                | KC 경기장                 | 25,404   |
| 위건 애슬레틱          | JJB 경기장                | 25,138   |
| 포츠머스               | 프래턴 파크               | 20,688   |

## 감독 교체
| 클럽                 | 해임된 감독            | 그만두게 된 이유 | 해임일     | 후임 감독              | 부임일     | 당시 리그 순위 |
| -------------------- | ---------------------- | ---------------- | ---------- | ---------------------- | ---------- | -------------- |
| 첼시                 | 아브람 그랜트          | 해임             | 2008-05-24 | 루이스 펠리피 스콜라리 | 2008-07-01 | 프리 시즌      |
| 웨스트 햄 유나이티드 | 앨런 커비쉴리          | 사임             | 2008-09-03 | 잔프랑코 졸라          | 2008-09-11 | 5위            |
| 뉴캐슬 유나이티드    | 케빈 키건              | 사임             | 2008-09-04 | 조 키니어              | 2008-11-26 | 11위           |
| 토트넘 홋스퍼        | 후안데 라모스          | 해임             | 2008-10-25 | 해리 레드냅            | 2008-10-26 | 20위           |
| 포츠머스             | 해리 레드냅            | 토트넘감독선임   | 2008-10-26 | 토니 아담스            | 2008-10-28 | 7위            |
| 선덜랜드             | 로이 킨                | 사임             | 2008-12-04 | 리키 스브라지아        | 2008-12-27 | 18위           |
| 블랙번 로버스        | 폴 인스                | 해임             | 2008-12-16 | 샘 앨러다이스          | 2008-12-17 | 19위           |
| 포츠머스             | 토니 아담스            | 해임             | 2009-02-09 | 폴 하트                | 2009-03-03 | 16위           |
| 첼시                 | 루이스 펠리피 스콜라리 | 해임             | 2009-02-09 | 거스 히딩크            | 2009-02-11 | 4위            |
| 뉴캐슬 유나이티드    | 조 키니어              | 건강 문제        | 2009-02-16 | 앨런 시어러            | 2009-03-31 | 18위           |